# Mooresville (Alabama)
Mooresville és una població dels Estats Units a l'estat d'Alabama. Segons el cens del 2000 tenia 59 habitants.

## Demografia
Segons el cens del 2000, Mooresville tenia 59 habitants, 24 habitatges i 19 famílies. La densitat de població era de 284,8 habitants/km².
Dels 24 habitatges en un 25% hi vivien nens de menys de 18 anys, en un 66,7% hi vivien parelles casades, en un 12,5% dones solteres, i en un 20,8% no eren unitats familiars. En el 20,8% dels habitatges hi vivien persones soles el 12,5% de les quals corresponia a persones de 65 anys o més que vivien soles. El nombre mitjà de persones vivint en cada habitatge era de 2,46 i el nombre mitjà de persones que vivien en cada família era de 2,84.
Per edats la població es repartia de la següent manera: un 16,9% tenia menys de 18 anys, un 6,8% entre 18 i 24, un 20,3% entre 25 i 44, un 40,7% de 45 a 60 i un 15,3% 65 anys o més.
L'edat mediana era de 50 anys. Per cada 100 dones hi havia 118,5 homes. Per cada 100 dones de 18 o més anys hi havia 104,2 homes.
La renda mediana per habitatge era de 54.167 $ i la renda mediana per família de 136.039 $. Els homes tenien una renda mediana de 51.667 $ mentre que les dones 65.417 $. La renda per capita de la població era de 51.694 $. Cap de les famílies estava per davall del llindar de pobresa.

## Poblacions més properes
El següent diagrama mostra les poblacions més properes.